# Xijiaozhen (ort i Kina, Jiangsu Sheng, lat 32,97, long 119,75)
Xijiaozhen (kinesiska: 西郊镇) är en ort i Kina. Den ligger i provinsen Jiangsu, i den östra delen av landet, omkring 130 kilometer nordost om provinshuvudstaden Nanjing. Antalet invånare är 21 420. Befolkningen består av 10 551 kvinnor och 10 869 män. Barn under 15 år utgör 12,0 %, vuxna 15-64 år 70 %, och äldre över 65 år 17,0 %.
Runt Xijiaozhen är det tätbefolkat, med 591 invånare per kvadratkilometer. Närmaste större samhälle är Shaoyang, 8,9 km sydost om Xijiaozhen. Trakten runt Xijiaozhen består till största delen av jordbruksmark.
Genomsnittlig årsnederbörd är 1 119 millimeter. Den regnigaste månaden är juli, med i genomsnitt 254 mm nederbörd, och den torraste är januari, med 28 mm nederbörd.